# Thomas Fafard
Thomas Fafard (* 6. Dezember 1998 in Repentigny, Québec) ist ein kanadischer Leichtathlet, der im Mittel- und Langstreckenlauf an den Start geht und der sich auf die 5000-Meter-Distanz spezialisiert hat.

## Sportliche Laufbahn
Erste Erfahrungen bei internationalen Meisterschaften sammelte Thomas Fafard im Jahr 2017, als er bei den U20-Panamerikameisterschaften in Trujillo in 14:55,35 min die Silbermedaille im 5000-Meter-Lauf gewann. 2022 gewann er bei den Panamerikanischen Crosslauf-Meisterschaften in Serra 32:03 min die Silbermedaille hinter dem Brasilianer Wendell Souza. Anschließend gewann er bei den NACAC-Meisterschaften in Freeport in 14:49,91 min die Silbermedaille über 5000 Meter hinter dem US-Amerikaner William Kincaid. Bei den Straßenlauf-Weltmeisterschaften 2023 in Riga wurde er nach 14:08 min 32. über 5 km und im Jahr darauf gelangte er bei den Olympischen Sommerspielen in Paris mit 13:49,69 min im Finale auf Rang 22 über 5000 Meter.

## Persönliche Bestzeiten
- 1500 Meter: 3:40,58 min, 29. Mai 2021 in Portland
- 3000 Meter: 7:38,07 min, 7. Juli 2024 in Paris
  - 3000 Meter (Halle): 7:51,37 min, 12. Februar 2022 in Boston
- 5000 Meter: 13:05,07 min, 25. Mai 2024 in Brüssel
- 10.000 Meter: 28:39,29 min, 16. März 2024 in San Juan Capistrano
- Halbmarathon: 1:02:19 h, 14. Januar 2024 in Houston